# 億京中心
億京中心（英語：Billion Centre），位於香港九龍九龍灣宏光道1號，原址為星島大廈。2005年，億京斥3.7億元，向星島新聞集團購入星島大廈，並重建成億京發展旗下、樓高30層、總投資額達20億港元的商業大廈。
2013年7月，富士汽車的陳列室由灣仔搬到億京中心。

## 毗鄰
- 企業廣場二期
- 臨華街遊樂場